# Jean Royère
Jean Royère (* 3. Juli 1902 in Paris, Frankreich; † 14. Mai 1981 in Pennsylvania, USA) war ein französischer Designer für Möbel und Innendekorateur.

## Leben
Im Alter von 29 Jahren entschloss sich Royère seinen Beruf als Außenhandelskaufmann aufzugeben und das Handwerk des Innenausstatters zu ergreifen. Er besaß keinerlei Vorbildung, aber ein Gefühl für Raumausstattung und begann in verschiedenen Möbelschreinereien in der Pariser Faubourg Saint-Antoine zu arbeiten. Mit dem Entwurf für die Brasserie Carlton auf den Champs-Élysées aus dem Jahre 1933 hatte er Erfolg. In den Jahren bis 1942 arbeitete er mit Pierre Gouffé zusammen.
Nach dem Zweiten Weltkrieg gründete Royère seine eigene Firma und entschied sich dazu, Niederlassungen in Ländern des Nahen Ostens und in Peru zu eröffnen. Dort waren z. B. König Faruq von Ägypten, König Hussein von Jordanien und der Schah des Iran seine Kunden, die ihre Paläste von ihm einrichten ließen. In Europa fielen seine Möbel durch klare Linien und sichere Handhabung von Farben und Materialien auf. Seine Schöpfungen waren trotz überraschender Lösungen immer funktionell. 
Beispiele dafür sind seine Boule-Sitzmöbel, sein Croisillon-Sofa aus dem Jahre 1948, ferner seine Lehnstühle für die Diplomatische Vertretung Frankreichs in Helsinki aus dem Jahre 1950, sein Ruban-Sofa aus der Zeit um 1950 oder das hölzerne Doppelbett Quille, geschaffen 1956 für das Ehepaar Balsan in Paris. 1953 entstanden Sessel und Hocker des Typs Œuf. 1955 entwarf er ein mit Blumengebinden versehenes Sideboard, das im Oktober 2017 bei Christie’s in London versteigert wurde.
Bevor Royère 1980 in die USA ging, überließ er sein gesamtes Archiv dem Pariser Musée des Arts décoratifs. Er starb ein Jahr später in Pennsylvania.

## Ausstellungen
- 1999/2000: Jean Royère, décorateur à Paris. Musée des Arts décoratifs, Paris. Ausstellungskatalog.